# Adygees
Het Adygees of West-Circassisch (адыгабзэ, adıgabzə) is een Abchazisch-Adygese taal, die wordt gesproken door de Adygeeërs.

## Verspreiding
Er zijn vandaag ongeveer 128.000 moedertaalsprekers van het Adygees in Rusland. Op wereldschaal zijn er ongeveer 500.000 sprekers. Veel Adygeeërs zijn naar Turkije en het Midden-Oosten gevlucht na de Circassische genocide. De grootste gemeenschap bevindt zich in Turkije. Het Adygees wordt overal als minderheidstaal gesproken, zelfs in het thuisland Adygea. Daar wordt de taal gesproken door ongeveer 20 procent van de bevolking. De taal heeft een officiële status in Adygea, al wordt daar in de praktijk alleen Russisch als bestuurstaal gebruikt.

## Verwantschap
De taal is nauw verwant is aan het Kabardijns. Door taalkundigen worden Adygees en Kabardijns vaak gezien als twee varianten van een pluricentrische taal. Samen staan ze bekend als het Circassisch. In de diaspora is de taal alleen bekend onder die naam. Hogerop is het Kabardijns ook verwant met het Abchazisch, het Abazijns en het uitgestorven Oebychs. Ze vormen samen de Abchazisch-Adygese taalfamilie.

## Spraakkunst
Zoals alle Abchazisch-Adygese talen is het Adygees een SOV-taal met een ergatieve zinsbouw. Er zijn vier naamvallen en de vervoeging van het werkwoord is uiterst complex.
- Er zijn twee geslachten (bezield en onbezield) en vier naamvallen (absolutief, ergatief-obliquus, instrumentalis en adverbialis).
- Het bezittelijk voornaamwoord onderscheidt lichaamsdelen en verwantschapswoorden.
- Het werkwoord maakt een onderscheid tussen tijd, persoon, getal, vorm, wijs, aspect en polariteit.
- Er wordt een onderscheid gemaakt tussen overgankelijke en onovergankelijke werkwoorden en tussen werkwoorden van toestand en beweging.
- Er wordt een onderscheid gemaakt tussen adjectieven met inherente en niet-inherente betekenis. Inherente adjectieven worden voor het substantief geplaatst, niet-inherente erachter.
- Er zijn persoonlijke, bezittelijke, aanwijzende en vragende voornaamwoorden.
- Het onbepaald voornaamwoord зыгорэ wordt verbogen en kan iemand, iets, ergens, op een bepaald tijdstip... betekenen.
- Het getallenstelsel hanteert twintig als grondtal.
- De vraagzin behoudt de SOV-volgorde, maar het bevraagde woord krijgt een achtervoegsel.

## Klankleer
Al naargelang van het dialect heeft het Adygees tussen vijftig en zestig medeklinkers. In alle dialecten is er een contrast tussen gewone en gelabialiseerde glottisslagen. Zeer ongewoon is het drievoudige contrast tussen gewone, gelabialiseerde en gepalataliseerde glottisslagen, dat voorkomt in het Abzach-dialect. Het dialect dat aan de Zwarte Zee wordt gesproken bevat een zeer ongewone klank, een bidentale fricatief [h̪͆], die overeenkomt met de stemloze velaire fricatief [x] in de andere varianten van het Adygees.
|             |             | labiaal | labiaal | alveolaar | alveolaar | alveolaar | postalveolaar | postalveolaar | alveolo- palataal | retroflex | velaar | velaar | uvulaar | uvulaar | faryngaal | glottaal | glottaal |
| —           | lab.        | —       | lab.    | lat.      | —         | lab.      | —             | lab.          | alveolo- palataal | retroflex | —      | lab.   | —       | lab.    | faryngaal |          |          |
| ----------- | ----------- | ------- | ------- | --------- | --------- | --------- | ------------- | ------------- | ----------------- | --------- | ------ | ------ | ------- | ------- | --------- | -------- | -------- |
| nasaal      | nasaal      | m       |         | n         |           |           |               |               |                   |           |        |        |         |         |           |          |          |
| plosief     | steml.      | p       |         | t         |           |           |               |               |                   |           | k      | kʷ     | q       | qʷ      |           | ʔ        | ʔʷ       |
| plosief     | stemh.      | b       |         | d         |           |           |               |               |                   |           | ɡ      | ɡʷ     |         |         |           |          |          |
| plosief     | ejectief    | pʼ      | pʷʼ     | tʼ        | tʷʼ       |           |               |               |                   |           | kʼ     | kʷʼ    |         |         |           |          |          |
| affricaat   | steml.      |         |         | t͡s        | t͡sʷ       |           | t͡ʃ            |               |                   | t͡ʂ        |        |        |         |         |           |          |          |
| affricaat   | stemh.      |         |         | d͡z        | d͡zʷ       |           | d͡ʒ            |               |                   |           |        |        |         |         |           |          |          |
| affricaat   | ejectief    |         |         | t͡sʼ       |           |           | t͡ʃʼ           |               |                   | t͡ʂʼ       |        |        |         |         |           |          |          |
| fricatief   | steml.      | f       |         | s         |           | ɬ         | ʃ             | ʃʷ            | ɕ                 | ʂ         | x      |        | χ       | χʷ      | ħ         |          |          |
| fricatief   | stemh.      | v       |         | z         |           | ɮ         | ʒ             | ʒʷ            | ʑ                 | ʐ         | ɣ      |        | ʁ       | ʁʷ      |           |          |          |
| fricatief   | ejectief    |         |         |           |           | ɬʼ        | ʃʼ            | ʃʷʼ           |                   |           |        |        |         |         |           |          |          |
| approximant | approximant |         |         |           |           |           |               |               | j                 |           |        | w      |         |         |           |          |          |
| vibrant     | vibrant     |         |         | r         |           |           |               |               |                   |           |        |        |         |         |           |          |          |

Daartegenover staat dat het Adygees slechts drie klinkers heeft.
|              | centraal |
| ------------ | -------- |
| halfgesloten | ə        |
| halfopen     | a        |
| open         | aː       |

## Schrift
Sinds 1938 wordt Adygees geschreven in het cyrillisch schrift, ter vervanging van het Latijnse alfabet dat sinds 1928 in gebruik was. Tevoren werd het Arabisch schrift gebruikt. De diaspora in Turkije gebruikt het Latijnse alfabet.
| А а [aː]       | Б б [b]       | В в [v]       | Г г [ɣ/ɡ]   | Гу гу [ɡʷ]   | Гъ гъ [ʁ]  | Гъу гъу [ʁʷ]    | Д д [d]       |
| Дж дж [d͡ʒ]     | Дз дз [d͡z]    | Дзу дзу [d͡zʷ] | Е е [ja/aj] | Ё ё [jo]     | Ж ж [ʒ]    | Жъ жъ [ʐ]       | Жъу жъу [ʐʷ]  |
| Жь жь [ʑ]      | З з [z]       | И и [jə/əj]   | Й й [j]     | К к [k]      | Ку ку [kʷ] | Къ къ [q]       | Къу къу [qʷ]  |
| Кӏ кӏ [t͡ʃʼ/kʼ] | Кӏу кӏу [kʷʼ] | Л л [ɮ/l]     | Лъ лъ [ɬ]   | Лӏ лӏ [ɬʼ]   | М м [m]    | Н н [n]         | О о [aw/wa]   |
| П п [p]        | Пӏ пӏ [pʼ]    | Пӏу пӏу [pʷʼ] | Р р [r]     | С с [s]      | Т т [t]    | Тӏ тӏ [tʼ]      | Тӏу тӏу [tʷʼ] |
| У у [w/əw]     | Ф ф [f]       | Х х [x]       | Хъ хъ [χ]   | Хъу хъу [χʷ] | Хь хь [ħ]  | Ц ц [t͡s]        | Цу цу [t͡ʃʷ]   |
| Цӏ цӏ [t͡sʼ]    | Ч ч [t͡ʃ]      | ЧI чI [t͡ʂʼ]   | Чъ чъ [t͡ʂ]  | Ш ш [ʃ]      | Шъ шъ [ʂ]  | Шъу шъу [ʂʷ/ɕʷ] | Шӏ шӏ [ʃʼ]    |
| Шӏу шӏу [ʃʷʼ]  | Щ щ [ɕ]       | Ъ ъ [ˠ]       | Ы ы [ə]     | Ь ь [ʲ]      | Э э [a]    | Ю ю [ju]        | Я я [jaː]     |
| ӏ [ʔ]          | ӏу [ʔʷ]       |               |             |              |            |                 |               |

| A a [aː]       | B b [b]       | V v [v]           | G g [ɣ/ɡ]   | Gu gu [ɡʷ]   | Ğ ğ [ʁ]     | Ğu Ğu [ʁʷ]    | D d [d]       |
| C c/Dj dj [d͡ʒ] | Dz dz [d͡z]    | Dzu dzu [d͡zʷ]     | É é [ja/aj] | Yo yo [jo]   | Ɉ ɉ [ʒ]     | Ĵ ĵ [ʐ]       | Ĵu ĵu [ʐʷ]    |
| J j [ʑ]        | Z z [z]       | Yİ yi/İ i [jə/əj] | Y [j]       | K k [k]      | Ku ku [kʷ]  | Q q [q]       | Qu qu [qʷ]    |
| K' k' [t͡ʃʼ/kʼ] | K'u k'u [kʷʼ] | L l [ɮ/l]         | Tl tl [ɬ]   | L' l' [ɬʼ]   | M m [m]     | N n [n]       | O o [aw/wa]   |
| P p [p]        | P' p' [pʼ]    | P'u p'u [pʷʼ]     | R r [r]     | S s [s]      | T t [t]     | T' t' [tʼ]    | T'u t'u [tʷʼ] |
| W w/U u [w/əw] | F f [f]       | X x [x]           | Xh xh [χ]   | Xhu xhu [χʷ] | H h [ħ]     | Ts ts [t͡s]    | Çü çü [t͡ʃʷ]   |
| Ts' ts' [t͡sʼ]  | Ç ç [t͡ʃ]      | Ç' ç' [t͡ʂʼ]       | Çh çh [t͡ʂ]  | Ṩ ṩ [ʃ]      | Ş̂ ş̂ [ʂ]     | Ş̂u ş̂u [ʂʷ/ɕʷ] | Ş́ ş́ [ʃʼ]      |
| Ş́u ş́u [ʃʷʼ]    | Ş ş [ɕ]       | I ı [ə]           | Ə ə [a]     | Yu yu [ju]   | Ya ya [jaː] |               |               |

## Spelling
| Cyrillisch | Latijns | IPA        | Uitspraak | Voorbeelden                                               |
| ---------- | ------- | ---------- | --------- | --------------------------------------------------------- |
| А а        | ā       | [aː]       |           | ачъэ (geit), апчъы (ze tellen)                            |
| Б б        | b       | [b]        |           | баджэ (vos), бэ (veel)                                    |
| В в        | v       | [v]        |           |                                                           |
| Г г        | ɣ       | [ɣ]        |           | гыны (poeder), чъыгы (boom)                               |
| Гу гу      | g°      | [ɡʷ]       |           | гу (hart), гущыӏ (woord)                                  |
| Гъ гъ      | ġ / ǧ   | [ʁ]        |           | гъатхэ (lente), гъэмаф (zomer)                            |
| Гъу гъу    | ġ° / ǧ° | [ʁʷ]       |           | гъунэгъу (buurman), гъунджэ (spiegel)                     |
| Д д        | d       | [d]        |           | дыджы (bitter), дахэ (mooi)                               |
| Дж дж      | ǯʹ      | [d͡ʒ]       |           | джан (hemd), лъэмыдж (brug)                               |
| Дз дз      | ʒ       | [d͡z]       |           | дзыо (tas), дзын (gooien)                                 |
| Дзу дзу    | ʒ°      | [d͡zʷ]      |           | хьандзу (riek), хьандзуачӏ (lage riek)                    |
| Е е        | e       | [aj] [ja]  |           | ешэн (vangen), еплъын (kijken)                            |
| (Ё ё)      | ë       | [jo]       |           | ёлк (kerstboom)                                           |
| Ж ж        | ž       | [ʒ]        |           | жэ (mond), жакӏэ (baard)                                  |
| Жъ жъ      | ẑ       | [ʐ]        |           | жъы (oud), жъажъэ (langzaam)                              |
| Жъу жъу    | ẑ°      | [ʒʷ]       |           | жъун (smelten), жъуагъо (ster)                            |
| Жь жь      | žʹ      | [ʑ]        |           | жьыбгъэ (wind), жьао (schaduw)                            |
| З з        | z       | [z]        |           | занкӏэ (recht), зандэ (steil)                             |
| И и        | i       | [əj] [jə]  |           | ихьан (binnenkomen), икӏыпӏ (uitgang)                     |
| Й й        | j       | [j]        |           | йод (jodium), бай (rijk)                                  |
| К к        | k       | [k]        |           | кнопк (knop), команд (team)                               |
| Ку ку      | k°      | [kʷ]       |           | кушъэ (wieg), ку (kar)                                    |
| Къ къ      | q       | [q]        |           | къалэ (stad), къэкӏон (komen)                             |
| Къу къу    | q°      | [qʷ]       |           | къухьэ (schip), къушъхьэ (berg)                           |
| Кӏ кӏ      | č̣ʹ      | [kʼ] [tʃʼ] |           | кӏымаф (winter), кӏыхьэ (lang), кӏэ (staart), шкӏэ (kalf) |
| Кӏу кӏу    | ḳ°      | [kʷʼ]      |           | кӏон (lopen), кӏуакӏэ (sterk)                             |
| Л л        | l       | [l]        |           | лагъэ (geverfd), лы (vlees)                               |
| Лъ лъ      | ł       | [ɬ]        |           | лъэбэкъу (trap), лъащэ (lam)                              |
| Лӏ лӏ      | ḷ       | [ɬʼ]       |           | лӏы (man), лӏыгъэ (moed)                                  |
| М м        | m       | [m]        |           | мазэ (maan), мэлы (schaap)                                |
| Н н        | n       | [n]        |           | нэ (oog), ны (moeder)                                     |
| О о        | o       | [aw] [wa]  |           | мощ (dat), коны (bak), о (jij), осы (sneew), ощхы (regen) |
| П п        | p       | [p]        |           | пэ (neus), сапэ (stof)                                    |
| Пӏ пӏ      | ṗ       | [pʼ]       |           | пӏэ (bed), пӏэшъхьагъ (kussen)                            |
| Пӏу пӏу    | ṗ°      | [pʷʼ]      |           | пӏун (opstaan), пӏур (leerling)                           |
| Р р        | r       | [r]        |           | рикӏэн (gieten), риӏон (vertellen)                        |
| С с        | s       | [s]        |           | сэ (ik), сэшхо (sabel)                                    |
| Т т        | t       | [t]        |           | тэтэжъ (grootvader), тэ (wok)                             |
| Тӏ тӏ      | ṭ       | [tʼ]       |           | тӏы (ram), ятӏэ (vuil)                                    |
| Тӏу тӏу    | ṭ°      | [tʷʼ]      |           | тӏурыс (oud), тӏурытӏу (paar)                             |
| У у        | w       | [əw] [wə]  |           | ушхун (rechtzetten), убэн (effenen)                       |
| Ф ф        | f       | [f]        |           | фыжьы (wit), фэен (willen)                                |
| Х х        | x       | [x]        |           | хы (zes), хасэ (raad)                                     |
| Хъ хъ      | χ       | [χ]        |           | хъыен (bewegen), пхъэн (zaaien)                           |
| Хъу хъу    | χ°      | [χʷ]       |           | хъун (gebeuren), хъурай (kring)                           |
| Хь хь      | ḥ       | [ħ]        |           | хьэ (hond), хьаку (oven)                                  |
| Ц ц        | c       | [t͡s]       |           | цагэ (rib), цы (lichaamshaar)                             |
| Цу цу      | c°      | [t͡sʷ]      |           | цуакъэ (schoen), цу (os)                                  |
| Цӏ цӏ      | c̣       | [t͡sʼ]      |           | цӏынэ (nat), цӏыфы (mens)                                 |
| Ч ч        | č̍       | [t͡ʃ]       |           | чэфы (vrolijk), чэты (kip)                                |
| Чӏ чӏ      | č̣       | [t͡ʂʼ]      |           | чӏыпӏэ (gebied), чӏыфэ (schuld)                           |
| Чъ чъ      | č       | [t͡ʂ]       |           | чъыгай (eik), чъыӏэ (koud)                                |
| Ш ш        | š       | [ʃ]        |           | шы (broer), шыблэ (donder)                                |
| Шъ шъ      | ŝ       | [ʂ]        |           | шъэ (honderd), шъабэ (zacht)                              |
| Шъу шъу    | ŝ°      | [ʃʷ]       |           | шъугъуалэ (jaloers), шъукъакӏу (komen)                    |
| Шӏ шӏ      | ṣ̂       | [ʃʼ]       |           | шӏын (doen), шӏэныгъ (kennis)                             |
| Шӏу шӏу    | ṣ̂°      | [ʃʷʼ]      |           | шӏуцӏэ (zwart), шӏуфэс (groeten)                          |
| Щ щ        | šʹ      | [ɕ]        |           | щагу (tuin), щатэ (room)                                  |
| (Ъ ъ)      | ”       | ″          |           |                                                           |
| Ы ы        | ə       | [ə]        |           | ыкӏи (ook), зы (en)                                       |
| (Ь ь)      | ’       | ′          |           |                                                           |
| Э э        | ă       | [a]        |           | ӏэтаж (vloer), нэнэжъ (grootmoeder)                       |
| (Ю ю)      | ju      | [ju]       |           | Юсыф (Jozef), Юныс (Jonas)                                |
| Я я        | jā      | [jaː]      |           | яй (hun), ябгэ (kwaad)                                    |
| ӏ          | ʾ       | [ʔ]        |           | ӏэ (hand), кӏасэ (houden van)                             |
| ӏу         | ՚°      | [ʔʷ]       |           | ӏукӏэн (ontmoeten), ӏусын (zitten), ӏудан (draad)         |

## Tekstvoorbeelden
De onderstaande tekst is een uittreksel uit het Johannesevangelie in het Adygees.
| Nederlands | Adygees | Romanisatie |
| --- | --- | --- |
| In den beginne was het Woord, en het Woord was bij God, en het Woord was God. Dit was in den beginne bij God. Alle dingen zijn door Hetzelve gemaakt, en zonder Hetzelve is geen ding gemaakt, dat gemaakt is. In Hetzelve was het Leven, en het Leven was het Licht der mensen. En het Licht schijnt in de duisternis, en de duisternis heeft hetzelve niet begrepen. | Ублапӏэм ыдэжь Гущыӏэр щыӏагъ. Ар Тхьэм ыдэжь щыӏагъ, а Гущыӏэри Тхьэу арыгъэ. Ублапӏэм щегъэжьагъэу а Гущыӏэр Тхьэм ыдэжь щыӏагъ. Тхьэм а Гущыӏэм зэкӏэри къыригъэгъэхъугъ. Тхьэм къыгъэхъугъэ пстэуми ащыщэу а Гущыӏэм къыримыгъгъэхъугъэ зи щыӏэп. Мыкӏодыжьын щыӏэныгъэ а Гущыӏэм хэлъыгъ, а щыӏэныгъэри цӏыфхэм нэфынэ афэхъугъ. Нэфынэр шӏункӏыгъэм щэнэфы, шӏункӏыгъэри нэфынэм текӏуагъэп. | Wıblap’em ıdez̨ Gus̨ıꜧer s̨ıꜧaǵ. Ar Them ıdez̨ s̨ıꜧaǵ, a Gus̨ıꜧeri Thew arıǵe. Wılap’em s̨yaǵez̨aǵew a Gus̨ıꜧer Them ıdez̨ s̨ıꜧaǵ. Them a Gus̨ıꜧer zeç’eri qıriǵeǵex́uǵ. Them qıǵex́uǵe pstewmi as̨ıs̨ew a Gus̨ıꜧem qırimıǵǵex́uǵe zi s̨ıꜧep. Mıku’edız̨ın s̨ıꜧenıǵe a Gus̨ıꜧem xełıǵ, a s̨ıꜧenıǵeri c’ıfxem nefıne afex́uǵ. Nefıner şu’nç’ıǵem s̨enefı, şu’nç’ıǵeri nefınem tyeku’aǵep. |

De onderstaande tekst is een uittreksel uit de Universele Verklaring van de Rechten van de Mens in het Adygees.
| Nederlands | Adygees | Romanisatie |
| --- | --- | --- |
| Universele Verklaring van de Rechten van de Mens | Цӏыф Фэшъуашэхэм Афэгъэхьыгъэ Дунэепстэу Джэпсалъ | C’ıf Feȿuaşexem Afeǵehıǵe Dúneyapstew Jepsał |
| Artikel 1 | 1-нэрэ пычыгъу | 1-nere pıçıǵu |
| Alle mensen worden vrij en gelijk in waardigheid en rechten geboren. Zij zijn begiftigd met verstand en geweten, en behoren zich jegens elkander in een geest van broederschap te gedragen. | ЦӀыф пстэури шъхьэфитэу, ялъытэныгъэрэ яфэшъуашэхэмрэкӀэ зэфэдэу къалъфы. Акъылрэ зэхэшӀыкӀ гъуазэрэ яӀэшъы, зыр зым зэкъош зэхашІэ азфагу дэлъэу зэфыщытынхэ фае. | C’ıf pstewri ȿhefitew, yałıtenıǵere yafeȿuaşexemreç’e zefedew qalfı. Aqılre zexeş’ıç’ ǵuazere yaꜧeȿı, zır zım zequeş zexaş’e azfagu dełew zefıs̨ıtınxe faye. |

- Gemeinsame Normdatei: 4084732-9
- Nationale Bibliotheek van Letland: 000274504
- Bibliotheek van het Japanse parlement: 00576446
- Nationale Bibliotheek van Tsjechië: ph773856
- Nationale Bibliotheek van Israël: 987007292935005171